# Bronwyn Eagles
Bronwyn Eagles (ur. 23 sierpnia 1980 w Camden) – australijska lekkoatletka specjalizująca się w rzucie młotem.

## Osiągnięcia
- brązowy medal mistrzostw świata (Edmonton 2001)
- 2. miejsce podczas Finału Grand Prix IAAF (Melbourne 2001)
- srebro igrzysk wspólnoty narodów (Manchester 2002)
- wielokrotna mistrzyni i rekordzistka kraju

W 2004 Eagles reprezentowała Australię podczas igrzysk olimpijskich w Atenach. 32. miejsce w eliminacjach nie dało jej awansu do finału.

## Rekordy życiowe
- rzut młotem – 71,12 (2003) do 2020 rekord Australii i Oceanii